# Bateria burtowa

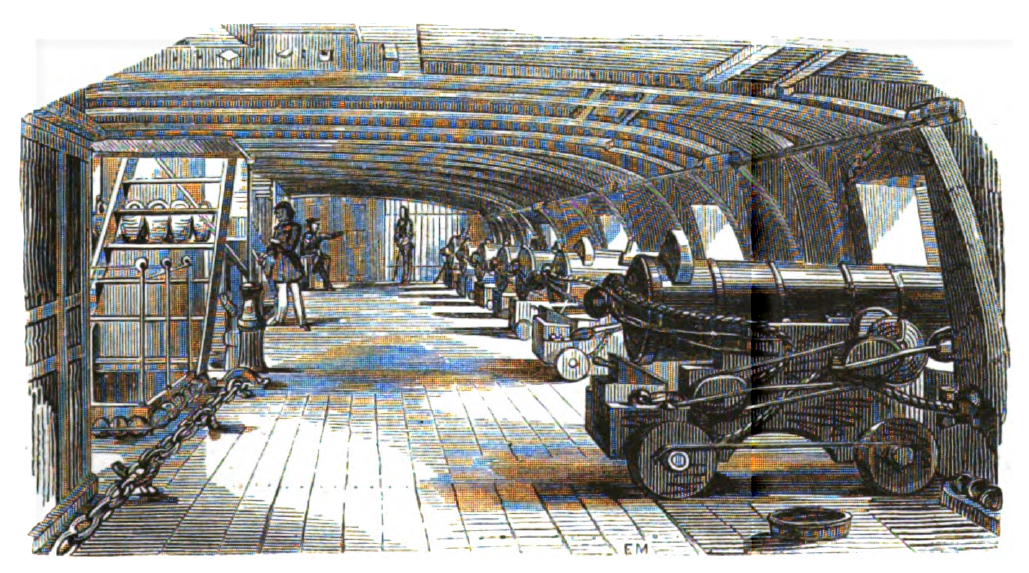
Bateria burtowa – widok wewnątrz okrętu

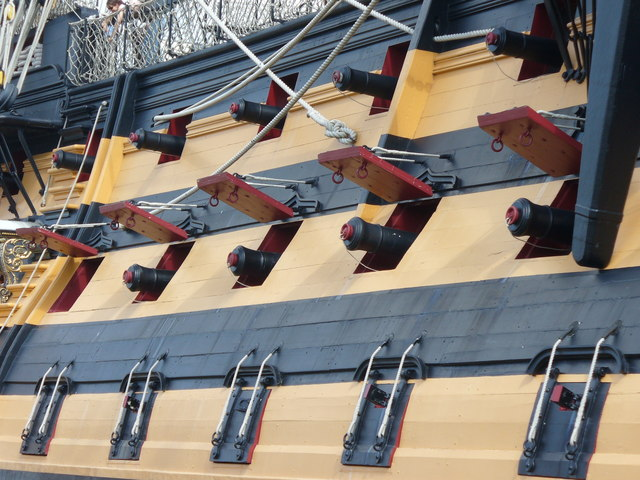
Lufy dział baterii burtowej w furtach działowych

Bateria burtowa – dawny sposób umieszczenia dział na okręcie, polegający na ustawieniu ich na lawetach wzdłuż obu burt, skierowanych w przybliżeniu prostopadle do osi podłużnej okrętu. W ten sposób działa mogły strzelać tylko do celu znajdującego się z boku okrętu, z niewielką możliwością zmiany kąta ostrzału w poziomie. Lufy dział wystawały na zewnątrz burt przez otwierane furty działowe. Po wystrzale działo wskutek odrzutu cofało się do wnętrza kadłuba, co umożliwiało załadowanie go od przodu. W celu zmniejszenia odrzutu działo było hamowane linami. Zasadniczym miejscem do ustawiania artylerii na okręcie były zakryte pokłady działowe, lecz mniejsze działa umieszczano także na odkrytych pokładach górnych, a na małych okrętach działa ustawiano tylko na pokładzie górnym. Ponieważ baterie znajdowały się przy obu burtach, najwyżej połowa artylerii okrętu mogła strzelać w kierunku jednej burty (w rzeczywistości bywało to nieco mniej niż połowa, gdyż czasami działa były montowane także w kierunku na dziób i rufę okrętu). Niewielkie działa były także montowane na nadburciach w sposób obrotowy.
Baterie burtowe były podstawowym sposobem umieszczenia artylerii na okrętach żaglowych od początku jej stosowania na okrętach, to jest około XVI wieku. Stosowano je początkowo m.in. na galeonach i pinkach, później na okrętach liniowych, fregatach, fregatach pancernych, korwetach, slupach i innych. Na dużych okrętach działa ustawiano na kilku pokładach. Na skutek specyfiki umieszczenia dział naturalnym sposobem walki na morzu stał się szyk liniowy. Baterie burtowe na okrętach wiosłowych (galerach) mogły być stosowane jedynie w bardzo zredukowanej formie, przy ograniczeniu do nadbudówek, z uwagi na rząd wioseł zajmujący burtę.
W XIX wieku pojawiły się też działa montowane w sposób obrotowy na pokładzie górnym okrętów. W latach 60./70. XIX wieku baterie burtowe zostały wyparte przez kazamaty, a następnie przez wieże artyleryjskie.